# Lauretta Freeman
Lauretta Freeman, coniugata Horn (17 marzo 1971), è un'ex cestista statunitense, professionista nella ABL.